# Maria Epple
Maria Epple nació el 11 de marzo de 1959 en Seeg (Alemania), es una esquiadora retirada que ganó 1 Campeonato del Mundo (1 Medalla en total) y 5 victorias en la Copa del Mundo de Esquí Alpino (con un total de 23 podiums).
Su hermana Irene también fue una esquiadora profesional que logró Medallas en Juegos Olímpicos y Campeonatos del Mundo y logró varias victorias, podiums y Copas del Mundo en varias disciplinas.

## Resultados

### Juegos Olímpicos de Invierno
- 1980 en Lake Placid, Estados Unidos
  - Eslalon Gigante: 8.ª
- 1984 en Sarajevo, Yugoslavia
  - Eslalon: 12.ª
  - Eslalon Gigante: 13.ª

### Campeonatos Mundiales
- 1978 en Garmisch-Partenkirchen, Alemania
  - Eslalon Gigante: 1.ª
- 1982 en Schladming, Austria
  - Eslalon: 6.ª
- 1985 en Bormio, Italia
  - Eslalon Gigante: 7.ª

### Copa del Mundo

#### Clasificación general Copa del Mundo
- 1975-1976: 38.ª
- 1976-1977: 33.ª
- 1977-1978: 7.ª
- 1979-1980: 28.ª
- 1980-1981: 14.ª
- 1981-1982: 4.ª
- 1982-1983: 9.ª
- 1983-1984: 14.ª
- 1984-1985: 12.ª
- 1985-1986: 42.ª

#### Clasificación por disciplinas (Top-10)
- 1977-1978:
  - Eslalon Gigante: 3.ª
  - Eslalon: 6.ª
- 1980-1981:
  - Eslalon Gigante: 6.ª
- 1981-1982:
  - Eslalon Gigante: 2.ª
  - Eslalon: 8.ª
- 1982-1983:
  - Eslalon Gigante: 3.ª
- 1983-1984:
  - Eslalon Gigante: 8.ª
- 1984-1985:
  - Eslalon: 5.ª

#### Victorias en la Copa del Mundo (5)

##### Eslalon Gigante (4)
| Fecha                 | Lugar       |
| --------------------- | ----------- |
| 4 de febrero de 1981  | Zwiesel     |
| 9 de febrero de 1982  | Oberstaufen |
| 27 de febrero de 1982 | Aspen       |
| 25 de marzo de 1982   | San Sicario |

##### Eslalon (1)
| Fecha               | Lugar |
| ------------------- | ----- |
| 25 de enero de 1985 | Arosa |